# Abaliella rohdei
Abaliella rohdei är en spindeldjursart som först beskrevs av Kraepelin 1897.  Abaliella rohdei ingår i släktet Abaliella och familjen Thelyphonidae. Inga underarter finns listade i Catalogue of Life.